# Line Mc Murray
Line Mc Murray, née le 6 juin 1954 à Saint-Alexis-des-Monts, est une écrivaine québécoise,.

## Biographie
Line Mc Murray détient un doctorat (1981) ainsi qu'un post-doctorat sur la pataphysique (1983) dont résulte Le Manifeste en jeu [ou] L'enjeu du manifeste coécrit avec Jeanne Demers (Le Préambule, 1986) avec qui elle publiera plusieurs autres titres,,.
En collaboration avec Demers, Mc Murray fait notamment paraître L'Inframanifeste illimité (Nouvelle Barre du Jour, 1987) ainsi qu'une série de trois titres qui porte sur le graffiti chez VLB éditeur (Montréal graffiti, 1987 ; Montréal graffitis bis, 1988 ; Graffiti et Loi 1, 1989).
Elle travaille pendant près de vingt ans à titre de gestionnaire de l'information documentaire chez Hydro-Québec. Elle est ensuite chargée de cours à l'Université de Montréal ainsi qu'à l'Université du Québec à Montréal en plus de rédiger des articles pour des revues et des magazines (La vie en rose, Parcours N, etc.).
Mc Murray exerce également les métiers de conseillère littéraire au Théâtre Ubu, de conseillère communication pour la revue Tangente, d'agent marketing au Théâtre du Nouveau Monde. Elle est aussi fondatrice et directrice du Site actuel de création et de recherche artistique en plus d'être responsables de revues et collaboratrice (Liberté, Études françaises, Cahiers Internationaux du Symbolisme, Teressa, etc).
En tant qu'écrivaine, elle publie notamment .../Fiction, as/phyxion, trans/fixion : simulation (Nouvelle Barre du Jour, 1985), Miss Morphose, de son petit nom Méta (Éditions du Noroît, 1988), Quatre leçons et deux devoirs de pataphysique : créativité et culture de la paix (Liber, 2001), Nous, les enfants : récits de quand j'étais petite, près du lac, dans la nature (Liber, 2004), La beauté des petites bêtes que personne n'aime (Liber, 2006) ainsi que Sacacomie (Québec Amérique, 2010). En collaboration avec Robert Ciesielski, elle fait paraître Des vies avides (Éditions Line & Robert, 2017) ainsi que Le portulan du Sacacomie (Éditions Line & Robert, 2018),,,,,,.
Très engagée au sein du milieu littéraire et artistique québécois depuis plus de quarante ans, Line Mc Murray participe à plusieurs événements, performances et lectures dont le Festi’MOTS, la Route de la poésie en Mauricie en 2011, l'exposition Cozic (Centre d’art de Longueuil) en 2009, Lecture-Spectacle 6ième Sens / La Poésie des femmes au Québec (conception-réalisation, au Spectrum de Montréal) en 1992,.
Line Mc Murray conçoit, réalise et rédige aussi le Catalogue de l’Exposition, théâtre, cinéma sur La Pataphysique (en collaboration avec Sacra, Théâtre Ubu, Cinémathèque québécoise, Galerie de l’UQAM, etc.).
Elle est membre de l'Union des écrivaines et des écrivains québécois.
Line Mc Murray a fondé l'Académie québécoise de 'Pataphysique en 1989. Elle est Commandeur Exquis de l'Ordre de la Grande Gidouille.

## Œuvres

### Poésie
- Bluff, Montréal, Nouvelle Barre du Jour, 1983, 12 f.
- Long shot, Montréal, Nouvelle Barre du Jour, 1984, 9 f. (ISBN 2893140157)

- Le Torque, Montréal, Nouvelle Barre du Jour, 1985, 18 p. (ISBN 2-89314-027-0)
- .../Fiction, as/phyxion, trans/fixion : simulation, Montréal, Nouvelle Barre du Jour, 1985, 42 p. (ISBN 2893140513)
- Miss Morphose, de son petit nom Méta, Montréal, Éditions du Noroît, 1988, 123 p. (ISBN 2890181626)

### Fiction / Essais
- Quatre leçons et deux devoirs de pataphysique : créativité et culture de la paix, Montréal, Liber, 2001, 197 p. (ISBN 2-921569-94-9 et 9782921569941)
- Nous, les enfants : récits de quand j'étais petite, près du lac, dans la nature, Montréal, Liber, 2004, 165 p. (ISBN 2-89578-058-7)
- La beauté des petites bêtes que personne n'aime, avec dessins de l'auteure, Montréal, Liber, 2006, 129 p. (ISBN 978-2-89578-094-6 et 2-89578-094-3)
- Sacacomie, Montréal, Québec Amérique, 2010, 334 p. (ISBN 978-2-7644-0747-9)

### Collaborations
- Le Manifeste en jeu [ou] L'enjeu du manifeste, en collaboration avec Jeanne Demers, Longueuil, Le Préambule, 1986, 157 p. (ISBN 2891330714)
- L'Inframanifeste illimité, en collaboration avec Jeanne Demers, Montréal, Nouvelle Barre du Jour, 1987, 93 p. (ISBN 2893140858)
- Montréal graffiti, en collaboration avec Jeanne Demers, Montréal, VLB éditeur, 1987, 140 p.
- Montréal graffiti bis, en collaboration avec Jeanne Demers, Montréal, VLB éditeur,1988, 132 p.
- Graffiti et Loi 101, en collaboration avec Jeanne Demers, Montréal, VLB éditeur, 1989, 50 p.
- Des vies avides, en collaboration avec Robert Ciesielski, Saint-Alexis-des-Monts, Éditions Line & Robert, 2017, 44 p. (ISBN 9782981684707)
- Le portulan du Sacacomie, en collaboration avec Robert Ciesielski, avec la participation de Danielle Saint-Louis, Saint-Alexis-des-Monts, Éditions Line & Robert, 2018, 44 p. (ISBN 9782981684714)